# Partikel i en boks
Partiklen i en boks eller den uendelige brønd er inden for kvantemekanikken den simpleste model for en partikel i et potential. Inden for et begrænset interval i rummet er potentialet fladt, men uden for dette interval er potentialet uendeligt, og partiklen kan således ikke slippe ud. Ved at løse Schrödinger-ligningen ses det, at partiklen kun kan antage diskrete energitilstande - et kendetegn ved kvantemekanikken.
Modellen danner udgangspunkt for at beskrive en fermigas.

## Potentialet
Potentialet {\displaystyle V} er altså givet ved:
{\displaystyle V(x)={\begin{cases}0,&0<x<L,\\\infty ,&{\text{ellers,}}\end{cases}}}
hvor {\displaystyle L} er sidelængden. Dette er for én dimension {\displaystyle x}, men for flere dimensioner skal betingelsen blot gentages for hver dimension.

## Bølgefunktionen i 1D
For den én-dimensionelle boks er den tidsuafhængige Schrödinger-ligning:
{\displaystyle E\psi =\left(-{\frac {\hbar ^{2}}{2m}}{\frac {\partial ^{2}}{\partial x^{2}}}+V(x)\right)\psi }
I boksen er potentialet 0, og ligningen kan derfor reduceres til:
{\displaystyle E\psi =-{\frac {\hbar ^{2}}{2m}}{\frac {\partial ^{2}\psi }{\partial x^{2}}}}
Det uendelige potential kan implementeres ved at kræve at bølgefunktionen er 0 i siderne, da partiklen ikke kan forlade boksen:
{\displaystyle \psi (0)=\psi (L)=0}
Dette er grænsebetingelserne og gælder desuden generelt for stående bølger.
Det ses, at Schrödinger-ligningen er reduceret til differentialligningen for en bølge:
{\displaystyle {\frac {\partial ^{2}\psi }{\partial x^{2}}}=-{\frac {2mE}{\hbar ^{2}}}\psi }
hvor den generelle løsning kan skrives som:
{\displaystyle \psi (x)=A\cos \left({\frac {\sqrt {2mE}}{\hbar }}x\right)+B\sin \left({\frac {\sqrt {2mE}}{\hbar }}x\right)}
Hvis 0 sættes ind skal bølgefunktionen også være 0:
{\displaystyle {\begin{aligned}0&=\psi (0)=A\cos \left(0\right)+B\sin(0)\\0&=A\end{aligned}}}
Cosinus-funktionen falder altså ud:
{\displaystyle \psi (x)=B\sin \left({\frac {\sqrt {2mE}}{\hbar }}x\right)}
hvor faktoren foran {\displaystyle x} er bølgetallet {\displaystyle k}:
{\displaystyle k={\frac {\sqrt {2mE}}{\hbar }}}
Sammenhængen mellem bølgetal og bølgelængde {\displaystyle \lambda } er:
{\displaystyle k={\frac {2\pi }{\lambda }}}
Efter {\displaystyle x=0} er sinusfunktionen 0 for hver halve bølgelængde. For at bølgefunktionen skal opfyldes grænsebetingelserne, skal det altså gælde, at:
{\displaystyle L=n{\frac {\lambda }{2}}}
hvor {\displaystyle n} er et naturligt tal, der angiver antallet af halve bølgelængder inden for {\displaystyle L}. Bølgetallet for et bestemt {\displaystyle n} er dermed givet ved:
{\displaystyle k_{n}={\frac {\pi n}{L}}}

### Energiniveauer
Energien er altså givet ved:
{\displaystyle E_{n}={\frac {\hbar ^{2}{k_{n}}^{2}}{2m}}}
eller ved at indsætte udtrykket for {\displaystyle k_{n}} :
{\displaystyle E_{n}={\frac {\pi ^{2}\hbar ^{2}n^{2}}{2mL^{2}}}}
Det ses, at der er et energiniveau for hver værdi af {\displaystyle n}. Da {\displaystyle n} kun kan antage diskrete værdier, kan {\displaystyle E_{n}} altså også kun antage diskrete værdier. Dette er stik imod det klassiske tilfælde, hvor en partikel kan have en hvilken som helst kinetisk energi.

### Bølgefunktionen
Den tilsvarende bølgefunktion for {\displaystyle E_{n}} er:
{\displaystyle \psi _{n}(x)=B\sin \left({\frac {\pi n}{L}}x\right)}
Dette skal normaliseres:
{\displaystyle {\begin{aligned}1&=\int _{0}^{L}\psi _{n}^{*}(x)\psi _{n}(x)dx=|B|^{2}\int _{0}^{L}\sin ^{2}\left({\frac {\pi n}{L}}x\right)dx={\frac {|B|^{2}L}{2}}\\|B|^{2}&={\frac {2}{L}}\end{aligned}}}
Den simpleste løsning for {\displaystyle B} er bare reel:
{\displaystyle B={\sqrt {\frac {2}{L}}}}
Altså er bølgefunktionen for {\displaystyle E_{n}}
{\displaystyle \psi _{n}(x)={\begin{cases}{\sqrt {\frac {2}{L}}}\sin \left({\frac {\pi n}{L}}x\right),&0<x<L,\\0,&{\text{ellers,}}\end{cases}}}
hvor det her er skrevet eksplicit, at bølgefunktionen er 0 uden for boksen.
Da hver bølgefunktion passer til en bestemt energi, kaldes de for energi-egentilstande. Tilstanden, hvor {\displaystyle n=1}, er
grundtilstanden, mens de andre tilstande er exciterede tilstande med højere energi.
Inden den tidsafhængige løsning findes, kan bølgefunktionens symmetri undersøges lidt nærmere. Hvis koordinaterne flyttes, så {\displaystyle x=0} er midten af boksen
{\displaystyle x\rightarrow x+{\frac {L}{2}}}
er bølgefunktionen nemlig:
{\displaystyle {\begin{aligned}\psi _{n}(x)&={\sqrt {\frac {2}{L}}}\sin \left({\frac {\pi n}{L}}\left(x+{\frac {L}{2}}\right)\right)\\\psi _{n}(x)&={\sqrt {\frac {2}{L}}}\sin \left({\frac {\pi n}{L}}x+{\frac {\pi }{2}}n\right)\end{aligned}}}
For hver stigning i {\displaystyle n} bliver bølgen rykket med en kvart fase og er derved en cosinus-funktion for ulige {\displaystyle n}, men en sinus-funktion for lige {\displaystyle n}.
{\displaystyle \psi _{n}(x)={\begin{cases}(-1)^{n-1}{\sqrt {\frac {2}{L}}}\cos \left({\frac {\pi n}{L}}x\right),&{\text{ulige }}n\\(-1)^{n}{\sqrt {\frac {2}{L}}}\sin \left({\frac {\pi n}{L}}x\right),&{\text{lige }}n\end{cases}}}
Dvs. at bølgefunktionen skifter mellem at være symmetrisk og antisymmetrisk omkring midten af brønden. Om dette har fysisk betydning er beskrevet i afsnittet om sandsynlighedsfordelingen.
Denne korte bemærkning om symmetri forlades nu, og den tidsafhængige løsningen for egentilstanden kan findes. En faktor ganges på den tidsuafhængige løsning:
{\displaystyle \Psi _{n}(x,t)={\begin{cases}{\sqrt {\frac {2}{L}}}\sin \left({\frac {\pi n}{L}}x\right)e^{-i{\frac {E_{n}}{\hbar }}t},&0<x<L,\\0,&{\text{ellers,}}\end{cases}}}
Denne faktor er tidsafhængig og giver en rotation i det komplekse plan.
De meste generelle løsninger til partiklen i en boks er dog lineære kombinationer af disse egentilstande:
{\displaystyle \Psi (x,t)=\sum _{n=1}^{\infty }c_{n}\Psi _{n}(x,t)}
Hvis et system består af en lineær kombination - kaldet en blandet tilstand - vil sandsynligheden {\displaystyle P} for at måle energien {\displaystyle E_{n}} være givet ved:
{\displaystyle P(E_{n})=|c_{n}|^{2}}
Eksempler på blandede tilstande er givet i figuren.

## Sandsynlighedstætheden i 1D
Sandsynlighedstætheden {\displaystyle \rho } i forhold til position er nu givet ved:
{\displaystyle \rho (x,t)=\Psi (x,t)^{*}\Psi (x,t)}

### For egentilstandene
For energi-egentilstandene giver dette:
{\displaystyle {\begin{aligned}\rho _{n}(x,t)&={\sqrt {\frac {2}{L}}}\sin \left({\frac {\pi n}{L}}x\right)e^{i{\frac {E_{n}}{\hbar }}t}{\sqrt {\frac {2}{L}}}\sin \left({\frac {\pi n}{L}}x\right)e^{-i{\frac {E_{n}}{\hbar }}t}\\\rho _{n}(x,t)&={\frac {2}{L}}\sin ^{2}\left({\frac {\pi n}{L}}x\right)e^{i{\frac {E_{n}}{\hbar }}t-i{\frac {E_{n}}{\hbar }}t}\\\rho _{n}(x,t)&={\frac {2}{L}}\sin ^{2}\left({\frac {\pi n}{L}}x\right)e^{0}\end{aligned}}}
Det ses, at sandsynlighedstætheden er uafhængig af tiden:
{\displaystyle \rho _{n}(x,t)={\frac {2}{L}}\sin ^{2}\left({\frac {\pi n}{L}}x\right)}
Selvom bølgefunktionen er kompleks med mulighed for at være negativ, er sandsynlighedstætheden altså reel og aldrig negativ. Modsat bølgefunktionen er sandsynlighedstætheden desuden altid symmetrisk; dette giver intuitivt mening, da boksen er symmetrisk.

### Generelt
For en lineær kombination af egentilstandene er sandsynlighedsfordelingen generelt:
{\displaystyle \rho (x,t)={\frac {2}{L}}\sum _{n,m}^{\infty }c_{n}^{*}c_{m}\sin \left({\frac {\pi n}{L}}x\right)\sin \left({\frac {\pi m}{L}}x\right)e^{i{\frac {E_{n}-E_{m}}{\hbar }}t}}
Det ses, at den tidsafhængige faktor ikke forsvinder for led, hvor {\displaystyle n\neq m}. Generelt kan sandsynlighedsfordelingen altså godt ændre sig over tid, når partiklen ikke er i en energi-egentilstand.

### Eksempel
Et eksempel på en blandet tilstand er en ligelig kombination af første og anden energi-egentilstand. Bølgefunktion er da:
{\displaystyle \Psi (x,t)={\sqrt {\frac {1}{L}}}\sin \left({\frac {\pi }{L}}x\right)e^{-i{\frac {E_{1}}{\hbar }}t}+{\sqrt {\frac {1}{L}}}\sin \left({\frac {2\pi }{L}}x\right)e^{-i{\frac {E_{2}}{\hbar }}t}}
mens sandsynlighedsfordelingen er givet ved:
{\displaystyle {\begin{aligned}\rho (x,t)&={\frac {1}{L}}\sin ^{2}\left({\frac {\pi }{L}}x\right)+{\frac {1}{L}}\sin ^{2}\left({\frac {2\pi }{L}}x\right)+{\frac {1}{L}}\sin \left({\frac {\pi }{L}}x\right)\sin \left({\frac {2\pi }{L}}x\right)\left(e^{-i{\frac {E_{2}-E_{1}}{\hbar }}t}+e^{i{\frac {E_{2}-E_{1}}{\hbar }}t}\right)\end{aligned}}}
Det ses, at det tredje led er tidsafhængigt, og denne blandede tilstand er derfor ikke stationær. I animationen vises, hvordan sandsynlighedsfordelingen ændrer sig over tid.

#### Forventningsværdien
Udtrykket for sandsynlighedsfordelingen kan skrives ud:
{\displaystyle {\begin{aligned}\rho (x,t)&={\frac {1}{L}}\left[\left({\frac {1}{2i}}\left(e^{i{\frac {\pi }{L}}x}-e^{-i{\frac {\pi }{L}}x}\right)\right)^{2}+\left({\frac {1}{2i}}\left(e^{i{\frac {2\pi }{L}}x}-e^{-i{\frac {2\pi }{L}}x}\right)\right)^{2}+2\left({\frac {1}{2i}}\left(e^{i{\frac {\pi }{L}}x}-e^{-i{\frac {\pi }{L}}x}\right)\right)\left({\frac {1}{2i}}\left(e^{i{\frac {2\pi }{L}}x}-e^{-i{\frac {2\pi }{L}}x}\right)\right)\cos \left({\frac {{\frac {\pi ^{2}\hbar ^{2}2^{2}}{2mL^{2}}}-{\frac {\pi ^{2}\hbar ^{2}1^{2}}{2mL^{2}}}}{\hbar }}t\right)\right]\\\rho (x,t)&=-{\frac {1}{4L}}\left[\left(e^{i{\frac {\pi }{L}}x}-e^{-i{\frac {\pi }{L}}x}\right)^{2}+\left(e^{i{\frac {2\pi }{L}}x}-e^{-i{\frac {2\pi }{L}}x}\right)^{2}+2\left(e^{i{\frac {\pi }{L}}x}-e^{-i{\frac {\pi }{L}}x}\right)\left(e^{i{\frac {2\pi }{L}}x}-e^{-i{\frac {2\pi }{L}}x}\right)\cos \left({\frac {3\pi ^{2}\hbar }{2mL^{2}}}t\right)\right]\\\rho (x,t)&=-{\frac {1}{4L}}\left[e^{i{\frac {2\pi }{L}}x}+e^{-i{\frac {2\pi }{L}}x}-2+e^{i{\frac {4\pi }{L}}x}+e^{-i{\frac {4\pi }{L}}x}-2+2\left(e^{i{\frac {3\pi }{L}}x}+e^{-i{\frac {3\pi }{L}}x}-e^{i{\frac {\pi }{L}}x}-e^{-i{\frac {\pi }{L}}x}\right)\cos \left({\frac {3\pi ^{2}\hbar }{2mL^{2}}}t\right)\right]\\\rho (x,t)&=-{\frac {1}{4L}}\left[2\cos \left({\frac {2\pi }{L}}x\right)-4+2\cos \left({\frac {4\pi }{L}}x\right)+2\left(2\cos \left({\frac {3\pi }{L}}x\right)-2\cos \left({\frac {\pi }{L}}x\right)\right)\cos \left({\frac {3\pi ^{2}\hbar }{2mL^{2}}}t\right)\right]\\\rho (x,t)&=-{\frac {1}{2L}}\left[\cos \left({\frac {2\pi }{L}}x\right)-2+\cos \left({\frac {4\pi }{L}}x\right)+2\left(\cos \left({\frac {3\pi }{L}}x\right)-\cos \left({\frac {\pi }{L}}x\right)\right)\cos \left({\frac {3\pi ^{2}\hbar }{2mL^{2}}}t\right)\right]\end{aligned}}}